# Anders Tollstén
Anders Vilhelm Adolfsson Tollstén, född 27 juni 1914 i Stockholm, död 1 december 1932 i Stockholm, var en svensk målare, tecknare och grafiker.
Han var son till kyrkoherden Adolf Tollstén och Sigrid Emma Gustava Lindfeldt. Tollstén seglade som elev på Gatenhielm 1929 och utnämndes till korpral 1930. Efter att han avlagt realexamen 1932 reste han på en studieresa till Finland innan han studerade konst för Olle Hjortzberg vid Kungliga konsthögskolan i Stockholm. Hans studietid blev kort men hans produktion består av hundratalet oljemålningar, akvareller samt teckningar, linoleumtryck och al fresco-studier. Många av hans verk har en relation till religiös miljö som även återspeglas i hand figur och landskapsbilder. För Vendelmonumentet vid Vendels kyrka i Uppland utförde han en idéskiss som senare användes när John Lundqvist skapade skulpturen 1937. En minnesutställning med hans konst visades 1933 på Lundequistska konstsalongen i Uppsala. Tollstén är representerad vid Moderna museet och Uppsala universitetsbibliotek.